# Slag bij Mikatagahara
De Slag bij Mikatagahara (Japans: 三方ヶ原の戦い, Mikatagahara no tatakai (25 januari 1573, Totomi, Japan) was een van de bekendste slagen van de Japanse Sengoku-periode. Het maakte deel uit van de campagne van Takeda Shingen, de daimyo van Kai, tegen Tokugawa Ieyasu. De slag werd gewonnen door Takeda Shingen en is een goed voorbeeld van diens op cavalerie gebaseerde tactiek.

## Eerste aanval
Takeda Shingen leidde zijn troepen naar het zuiden, om het fort Hamamatsu van Tokugawa Ieyasu aan te vallen, toen hij op de vlakte van Mikata de troepen van Tokugawa trof, net noordelijk van het fort. Volgens de Koyo Gunkan, het familiearchief van de militaire geschiedenis van de Takeda, zou Shingen een overmacht hebben gehad van drie tegen een tegen Ieyasu. Shingen stelde zijn troepen op in de gyorin (vissenschub) formatie, zijn tegenstander uitdagend aan te vallen. De troepen van Ieyasu stonden op een lijn opgesteld, zodat ze optimaal gebruik konden maken van hun haakbussen.
Rond vier uur 's middags begon het te sneeuwen en openden de haakbusschutters het vuur, samen met een aantal boeren steenslingeraars. Vuurwapens waren nog redelijk nieuw in deze periode en mogelijk dacht Ieyasu met superieure wapens de tactieken van Shingen te kunnen verslaan. Shingen liet vervolgens zijn cavalerie een charge uitvoeren; zijn ruiters reden op de schutters af en overreden hen; enkelen van de Tokugawa hielden stand maar de meesten sloegen op de vlucht.

## Tweede aanval
Shingen liet deze voorste troepen vervolgens terugtrekken, om ze een kans te geven uit te rusten. Een verse cavalerie eenheid zette vervolgens een tweede aanval in, onder leiding van Takeda Katsuyori en Obata Masamori. Ze werden al snel bijgestaan door de hoofdmacht van de Takeda, waarna hun tegenstanders volledig op de vlucht sloegen. Ieyasu stuurde een van zijn commandanten, Okubo Tadayo eropuit om zijn grote gouden standaard (uma-jirushi) te plaatsen te Saigadake, om dienst te doen als verzamelpunt voor de troepen. Hij probeerde vervolgens een tegenaanval te organiseren om zijn omsingelde generaals te helpen, maar werd door Natsume Yoshinobu overtuigd om zich terug te trekken; Ieyasu was te belangrijk om te riskeren. Yoshinobu leidde vervolgens een charge tegen de rangen van de Takeda, en kwam hierbij om.

## Terugtrekking

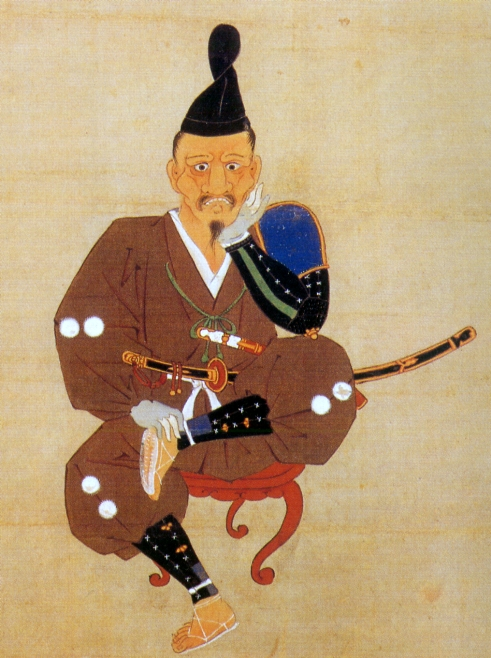
Tokugawa Ieyasu na zijn nederlaag te Mikatagahara

Tokugawa keerde terug naar het fort Hamamatsu met maar vijf man aan zijn zijde; de slag was slecht verlopen. Hij gaf echter opdracht de poorten van het kasteel open te gooien en lichten te ontsteken om zijn terugtrekkende leger naar veiligheid te leiden. Sakai Tadatsugu sloeg een grote oorlogstrom aan, om de zich terugtrekkende edellieden het gevoel te geven van een eerbare terugtocht. Deze tactiek wordt ook wel de "lege fort strategie" genoemd. Toen de voorhoede van de Takeda, onder leiding van Baba Nobuharu en Yamagata Masakage de trom hoorde, en de lichten en open poorten zagen, nam men aan dat Tokugawa een val had gepland, en stopten de aanval om kamp op te slaan voor de nacht. Had men aangevallen, dan kan geredeneerd worden dat de kans groot is dat het fort zou zijn gevallen.
's Nachts viel een eenheid krijgers van de Tokugawa het kamp van de Takeda aan, en dwong hen een ravijn in. De Takeda trokken zich de volgende morgen terug.